# Japán spicc
Az japán spicc japán kutyafajta.

## Történet
Kialakulása az 1800-as évekre tehető. Feltehetőleg nincs közvetlen származási kapcsolatban az amerikai eszkimókutyákkal, valószínűbb, hogy a szibériai szamojéd spiccből alakították ki. Egyre nagyobb a népszerűsége Európában.

## Külleme
Marmagassága 25-35 centiméter, tömege 8-11 kilogramm. A spicc fajtacsoportba tartozó, egyszínű fehér, feltűnően hosszú szőrű, elegáns kutya. Dúsabb bundája különbözteti meg az egyébként nagyon hasonló amerikai eszkimókutyától. A német spiccektől megkülönböztethető mandula alakú szeme és kunkoribb farka alapján. Ezen kívül a japán spicc füle rövidebb, azonban hegyesebb, mint a német spicceké

## Jelleme
Természete tanulékony és élénk. Mint a legtöbb spicc fajta esetében, fontos a megfelelő szocializáció, hiszen általánosan agresszióra hajlamos kutyák. Jelzőkutyaként ha a gazda nem tartja megfelelően tisztában a hatalmi viszonyokat, úgy ugatós fajtává válhat, azonban megfelelő nevelés mellett ezt a tulajdonságát kezelhetővé lehet tenni

## Képgaléria

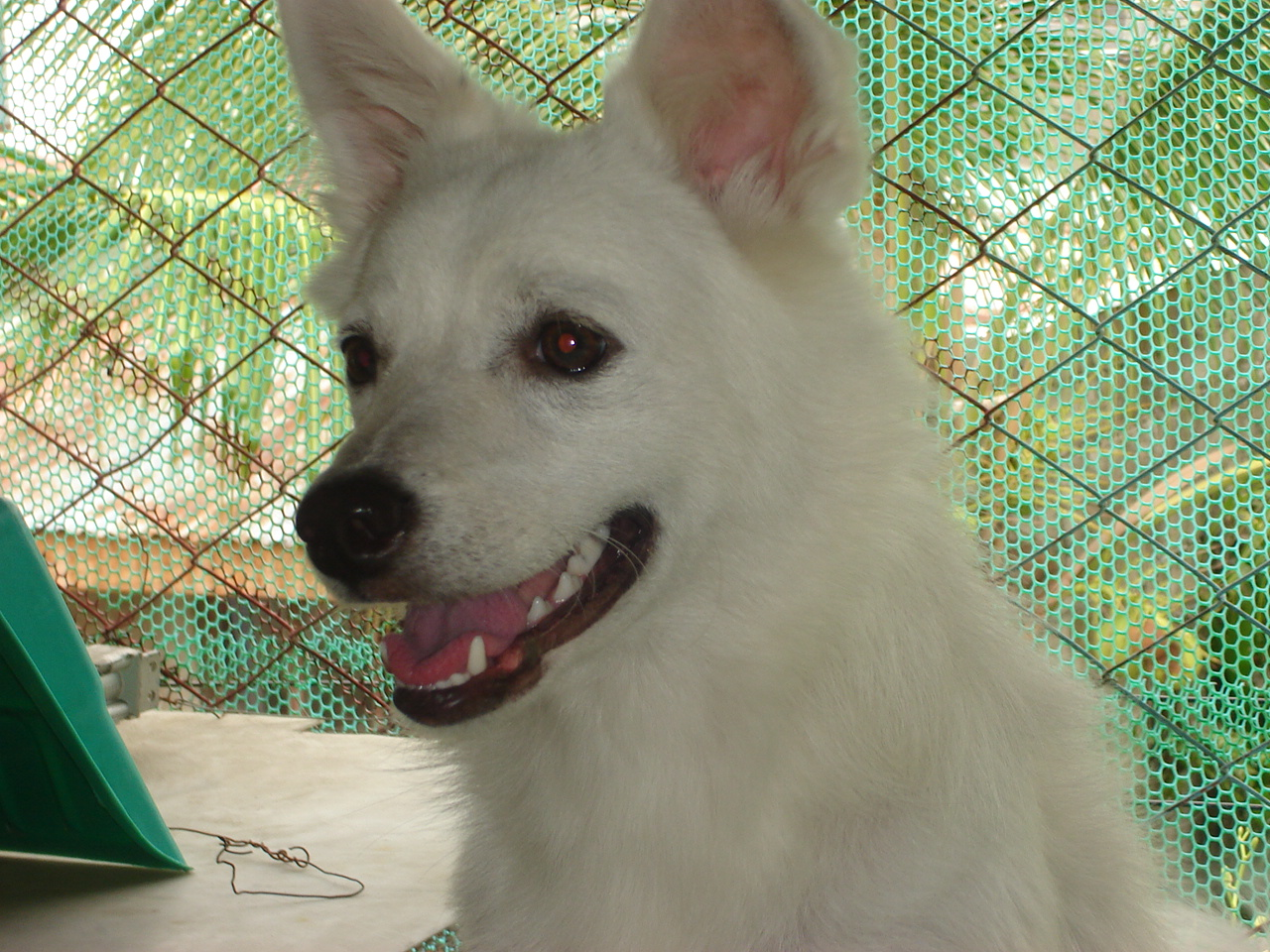
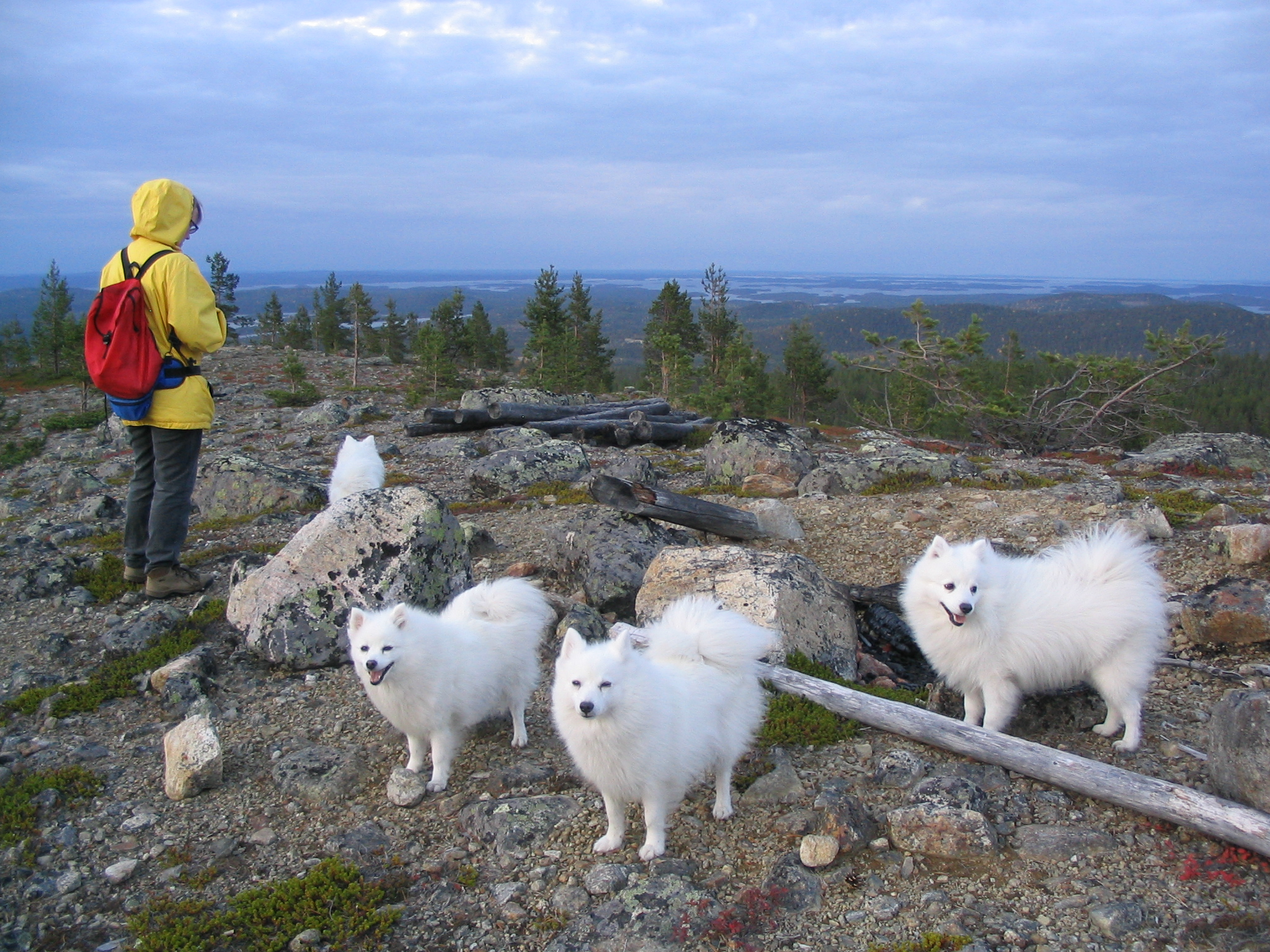
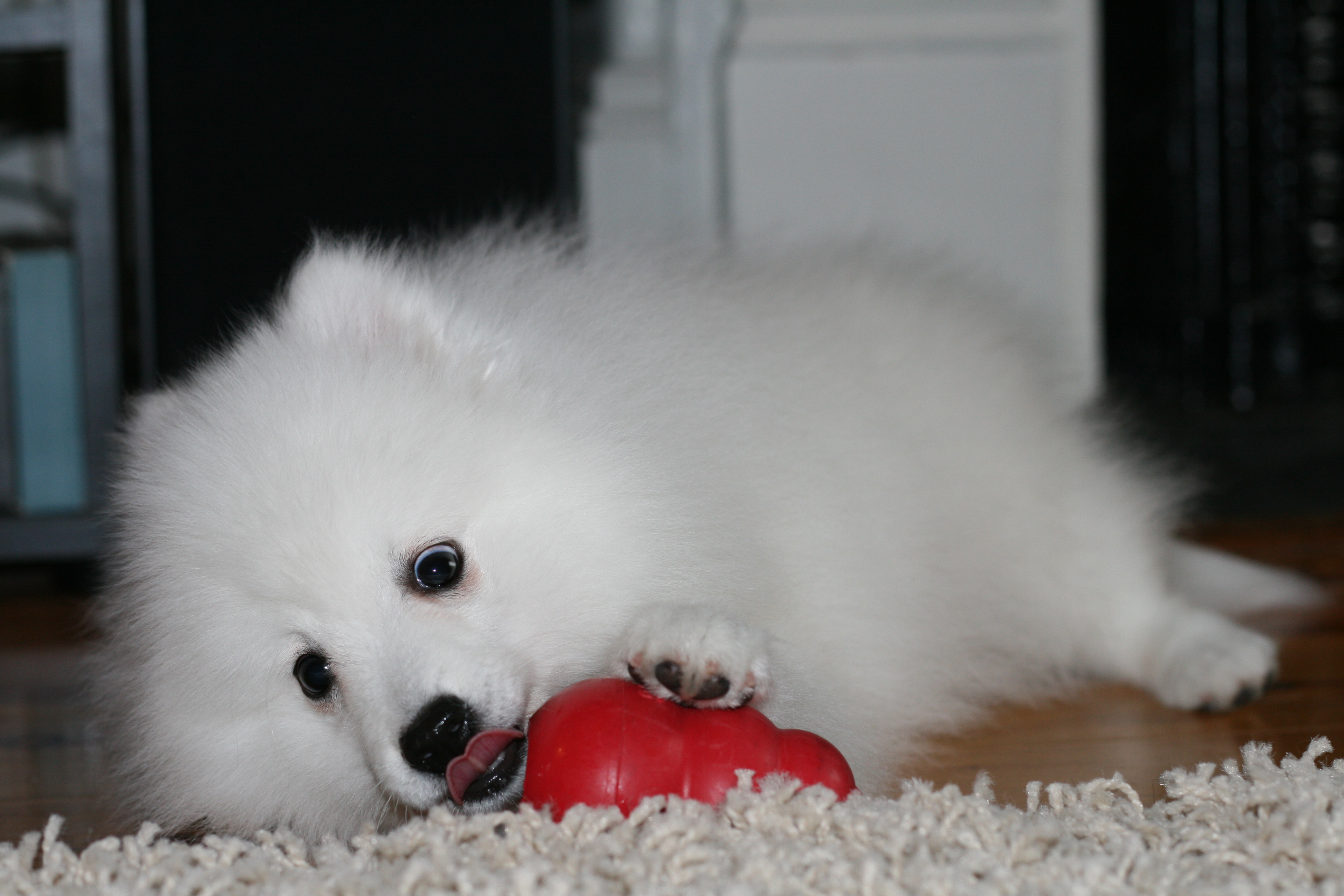
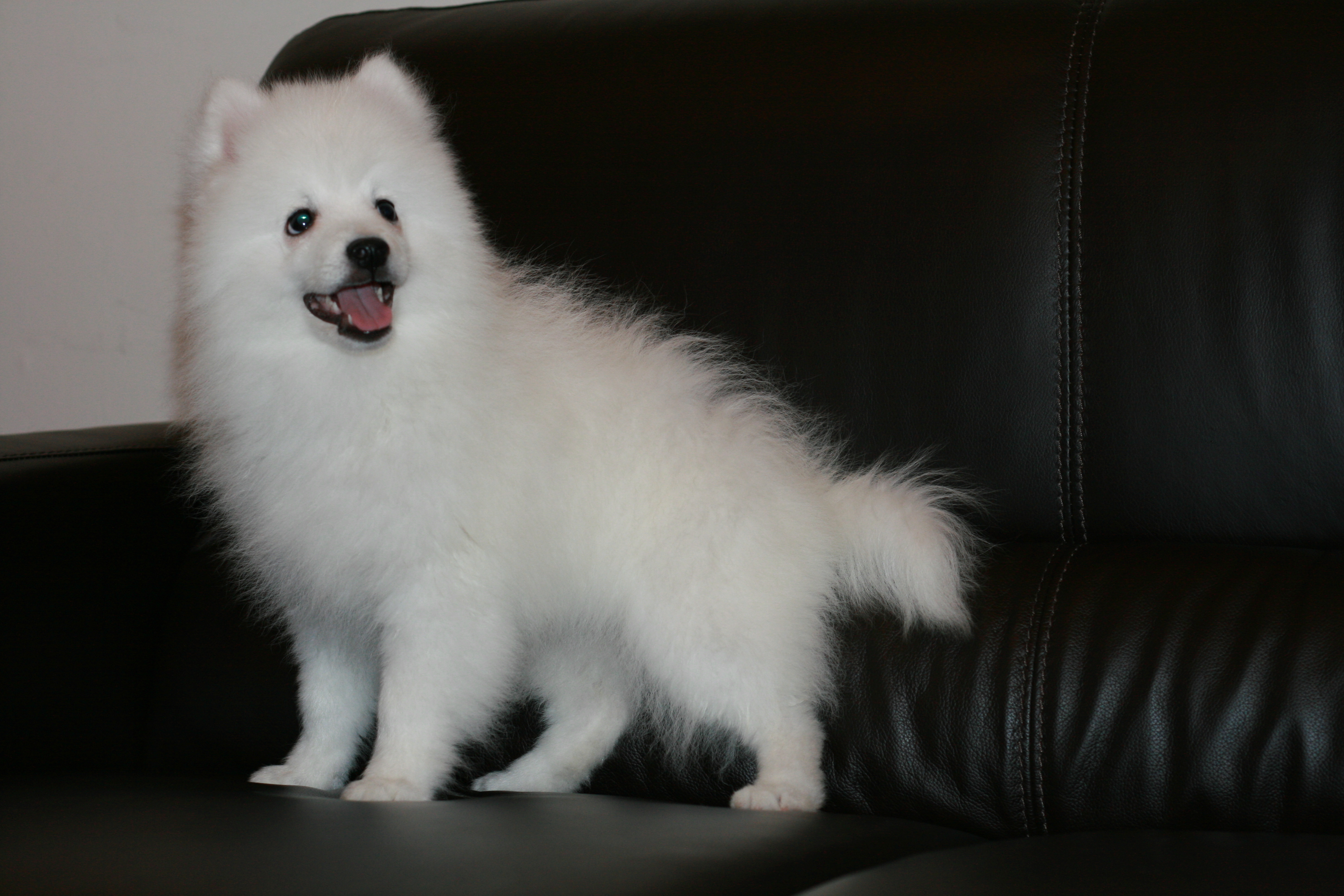
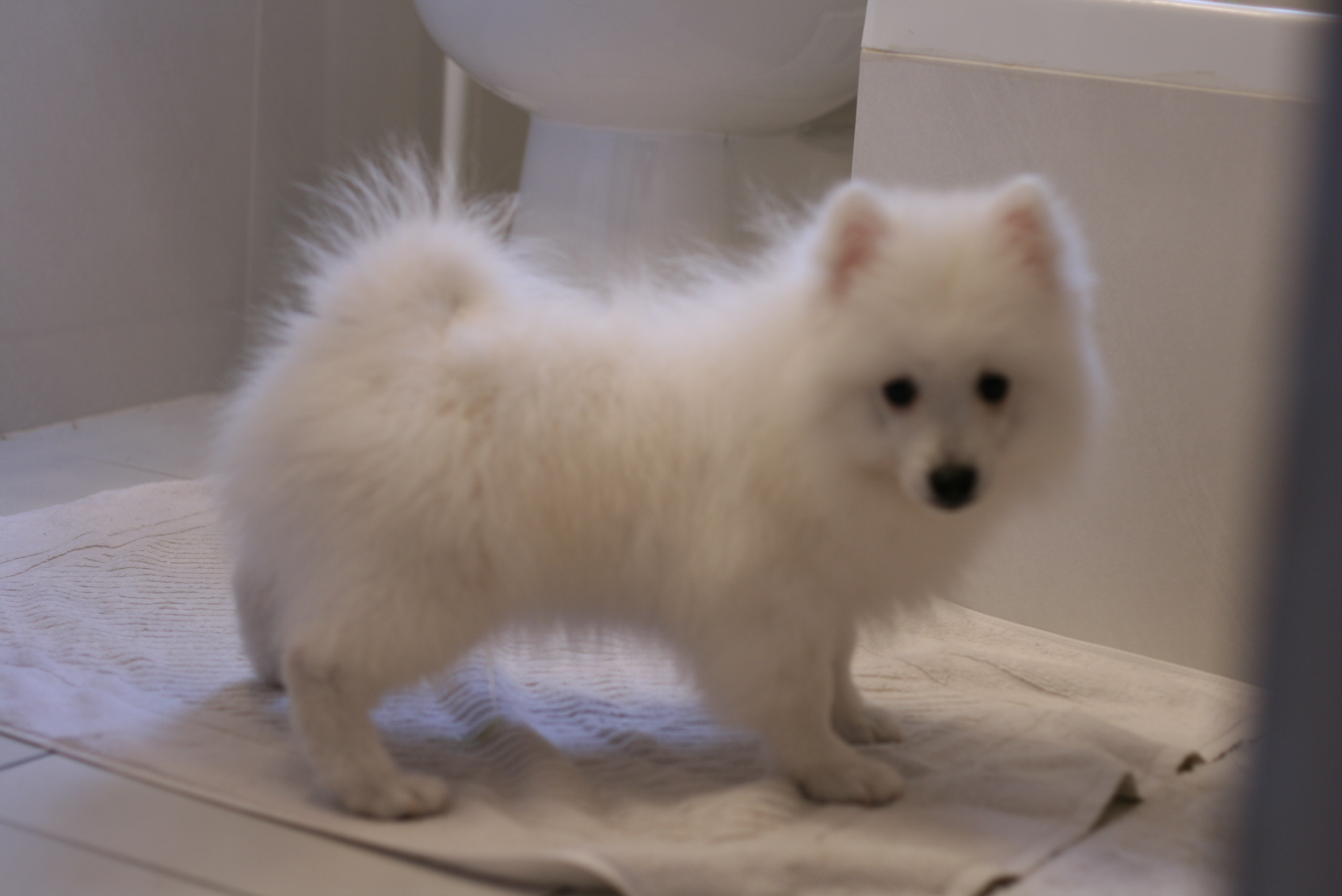